# Torneo di Viareggio
O Torneo di Viareggio é um torneio de futebol de categorias de base da Itália, sendo considerado um dos mais tradicionais torneios de base do mundo. É realizado anualmente no litoral toscano de Viareggio, a partir da terceira segunda-feira passada e termina na última segunda-feira de Carnaval. O torneio é reconhecido oficialmente pela CONI, FIGC, FIFA e UEFA.

## História
A partir de sua segunda edição, em 1949, o torneio se oficializou e ficou marcado pela exclusividade na inscrição de atletas sub-21 e pela participação de times estrangeiros: o hoje extinto tchecoslovaco Dukla Praha venceu seis vezes entre as décadas de 60 e 70. Em 1978, aliás, participou da competição um time de Pequim, representando o primeiro contato esportivo da China comunista com a Europa ocidental. Já em 1966 havia pisado em Viareggio o Burevenstnik, de Moscou, primeiro time soviético em campos italianos.
Muita gente que se consagraria alguns anos depois, antes fez sucesso em Viareggio em suas cinco décadas de história. Giovanni Trapattoni, técnico da seleção italiana por seis anos, era titular do Milan bicampeão em 1959 e 60. Giancarlo Antognoni, para muitos o maior jogador da história da Fiorentina, foi contratado após destacar-se em Viareggio pela pequena Asti. Francesco Totti e Giuseppe Giannini, últimos dois grandes ídolos da Roma, fizeram sucesso também no litoral antes de se profissionalizar na capital.

## Participação do Brasil
O primeiro time brasileiro a disputar o torneio foi o Palmeiras, em 1983. Brasileiros, porém, não costumam se dar bem em Viareggio. As melhores participações de times nacionais foram da Sociedade Esportiva Irineu, de Joinville, interior de Santa Catarina, derrotada pelo Torino na final de 1998 e Esporte Clube Vitória de Salvador(Ba) também derrotado na final de 2001 mas pelo Milan . No último ano, o Santos enviou time para a competição, mas caiu nas oitavas-de-final: classificou-se no grupo de Milan, Siena e A.P.I.A. Leichhardt, mas foi logo eliminado pela Sampdoria. Em 2002 em sua primeira participação a Desportiva-ES conseguiu se classificar, na primeira fase derrotou Perugia-ITA por 1x0. goleou o Bayern por 3x0 e empatou com a Roma em 1x1, nas oitavas acabou sendo derrotada por 1x0 pelo UTA Arab da Romênia.  Em 2010, o representante brasileiro é o Grêmio que vai levar o time que é o atual bicampeão brasileiro da categoria sub-20.

## Finalistas
| Ano  | Vencedor          | Vice                 |
| ---- | ----------------- | -------------------- |
| 1949 | Milan             | Lazio                |
| 1950 | Sampdoria         | Roma                 |
| 1951 | Partizan Belgrado | Sampdoria            |
| 1952 | Milan             | Partizan             |
| 1953 | Milan             | Juventus             |
| 1954 | Vicenza           | Juventus             |
| 1955 | Vicenza           | Sampdoria            |
| 1956 | Sparta Praga      | Milan                |
| 1957 | Milan             | Roma                 |
| 1958 | Sampdoria         | Fiorentina           |
| 1959 | Milan             | Partizan             |
| 1960 | Milan             | Dukla Praga          |
| 1961 | Juventus          | Vicenza              |
| 1962 | Internazionale    | Fiorentina           |
| 1963 | Sampdoria         | Bologna              |
| 1964 | Dukla Praga       | Bologna              |
| 1965 | Genoa             | Juventus             |
| 1966 | Fiorentina        | Dukla Praga          |
| 1967 | Bologna           | Fiorentina           |
| 1968 | Dukla Praga       | Juventus             |
| 1969 | Atalanta          | Napoli               |
| 1970 | Dukla Praga       | Milan                |
| 1971 | Internazionale    | Milan                |
| 1972 | Dukla Praga       | Internazionale       |
| 1973 | Fiorentina        | Bologna              |
| 1974 | Fiorentina        | Lazio                |
| 1975 | Napoli            | Lazio                |
| 1976 | Dukla Praga       | Milan                |
| 1977 | Sampdoria         | Milan                |
| 1978 | Fiorentina        | Roma                 |
| 1979 | Fiorentina        | Perugia              |
| 1980 | Dukla Praga       | Lazio                |
| 1981 | Roma              | Ipswich Town         |
| 1982 | Fiorentina        | Ipswich Town         |
| 1983 | Roma              | Internazionale       |
| 1984 | Torino            | Napoli               |
| 1985 | Torino            | Roma                 |
| 1986 | Internazionale    | Sampdoria            |
| 1987 | Torino            | Fiorentina           |
| 1988 | Fiorentina        | Torino               |
| 1989 | Torino            | Roma                 |
| 1990 | Cesena            | Napoli               |
| 1991 | Roma              | Napoli               |
| 1992 | Fiorentina        | Roma                 |
| 1993 | Atalanta          | Milan                |
| 1994 | Juventus          | Fiorentina           |
| 1995 | Torino            | Fiorentina           |
| 1996 | Brescia           | Parma                |
| 1997 | Bari              | Torino               |
| 1998 | Torino            | Irineu               |
| 1999 | Milan             | Varteks              |
| 2000 | Empoli            | Fiorentina           |
| 2001 | Milan             | Vitória              |
| 2002 | Internazionale    | Torino               |
| 2003 | Juventus          | Slavia Praga         |
| 2004 | Juventus          | Empoli               |
| 2005 | Juventus          | Genoa                |
| 2006 | Juventud          | Juventus             |
| 2007 | Genoa             | Roma                 |
| 2008 | Internazionale    | Empoli               |
| 2009 | Juventus          | Sampdoria            |
| 2010 | Juventus          | Empoli               |
| 2011 | Internazionale    | Fiorentina           |
| 2012 | Juventus          | Roma                 |
| 2013 | Anderlecht        | Milan                |
| 2014 | Milan             | Anderlecht           |
| 2015 | Internazionale    | Hellas Verona        |
| 2016 | Juventus          | Palermo              |
| 2017 | Sassuolo          | Empoli               |
| 2018 | Internazionale    | Fiorentina           |
| 2019 | Bologna           | Genoa                |
| 2022 | Sassuolo          | Alex Transfiguration |
| 2023 | Sassuolo          | Torino               |
| 2024 | Beyond Limits     | Brazzaville          |
| 2025 | Genoa             | Fiorentina           |